# Micromomyidae
Micromomyidae — родина вимерлих плезіадоподібних ссавців, яка включає деяких із найдавніших відомих пан-приматів. Родина включає п'ять родів, які жили з епохи палеоцену до епохи раннього еоцену.
Мікромоміїди вперше з'явилися в літописі скам'янілостей між 61,7 і 56,8 мільйонами років тому з роду Micromomys. Усі екземпляри, крім одного, були виявлені в сучасній внутрішній Північній Америці, точніше у Вайомінгу, Альберті та Саскачевані, а один немаркований еоценовий вид знайдений у Шаньдуні, Китай.
Як і інші відомі Plesiadapiformes, виявляється, що мікромоміїди були маленькими комахоїдними, що жили на деревах. Вважається, що вони є одними з найменших у своєму ряду, з оцінками для деяких видів приблизно 10–40 г.